# Adam Clayton (zenész)
Adam Charles Clayton (Chinnor, Egyesült Királyság, 1960. március 13. –) kétszeres Golden Globe- és Grammy-díjas zenész, az ír U2 együttes basszusgitárosa. 1965 óta, mióta a családja Malahide-ba költözött, Dublin megyében lakik. Basszusgitár játéka nagyon jellegzetes, amit például a New Year's Day és a With or Without you című dalokban is megcsodálhatunk. Számos szólóprojektben is dolgozott, mint például a Mission: Impossible film betétdalán, amit Larry Mullen Jr.-ral, a U2 dobosával közösen szereztek.

## Pályafutása
Adam, Brian és Jo Clayton legidősebb gyermeke 1960. március 13-án született az angol Oxford megyében található Chinnorban. 5 éves korában családja elköltözött Oxfordból, a Dublinhoz közel található Malahide-ba, ahol Adam öccse, Sebastian is született. Itt a Clayton család összebarátkozott az Evans családdal és az ő fiukkal, Dave-el, akit legtöbben csak The Edge-nek ismernek.
Először a Dalkey-ban található Castle Park iskolába járt, majd később a dublini Mount Temple-be. Itt megismerkedett a későbbi bandatagokkal, így Paul David Hewson-nal, közismert nevén Bonóval, és Larry Mullen Jr.-ral, s újra felvette a kapcsolatot Dave Evans-szel (The Edge).
Larry Mullen Jr. egy hirdetést tett ki az iskolai faliújságra, amelyben zenésztársakat keresett egy együttes megalapításához. Hosszas munkálatok során 5-en maradtak egy megalapításra váró együttes tagjaiként, (Bono, The Edge, Larry, Dick Evans, Adam) s létrehozták a Feedback nevű zenekart. Később ezt a nevet The Hype-ra változtatták, majd Evans kilépése után kialakult a ma is világszerte ismert név, a U2.
A zenekar első menedzsere maga Adam Clayton volt, mielőtt egy tapasztaltabb menedzsert (Paul McGuinness) alkalmaztak volna.
1981-ben, az October című album megjelenése idején egy szakadás jött létre Clayton, McGuinness, és a három másik tag között. Bono, The Edge és Larry sosem titkolták, hogy mélyen keresztények. A három zenész egy Shalom nevű vallásos közösséghez csatlakozott, s rájöttek, hogy nem igazán egyeztethető össze zenei stílusuk, és a vallásuk. Még az együttes feloszlása is szóba került, de végül arra jutottak, hogy tudnak olyan dalokat is írni, amelyek meggyőződésükkel is összhangban vannak. Az eredeti jó kapcsolat végül Bono Alison Stewarttal történő esküvőjén állt helyre, amikor is Adam volt a vőlegény tanúja.
1993-ban Adam eljegyezte Naomi Campbellt, de amint ezt bejelentették, már szinte vége is lett. A szakítás miatt Clayton gyakran fordult az alkoholhoz, aminek csúcspontja az volt, amikor Sydney-ben, másnapossága miatt nem tudott részt venni egy koncerten. A zenekar nem nézte jó szemmel Clayton gyakori ittasságát, de kiálltak mellette, és Adam végül leszokott az alkoholról.
1994-ben, New York-ban basszusgitár órákra kezdett járni, hogy így tökéletesítse játékát. 1995-ben a The Passangers lemezén ő énekli a Your Blue Room című dalt. 1996-ban Larry-vel együtt megírták a Mission: Impossible című film zenéjének betétdalát.

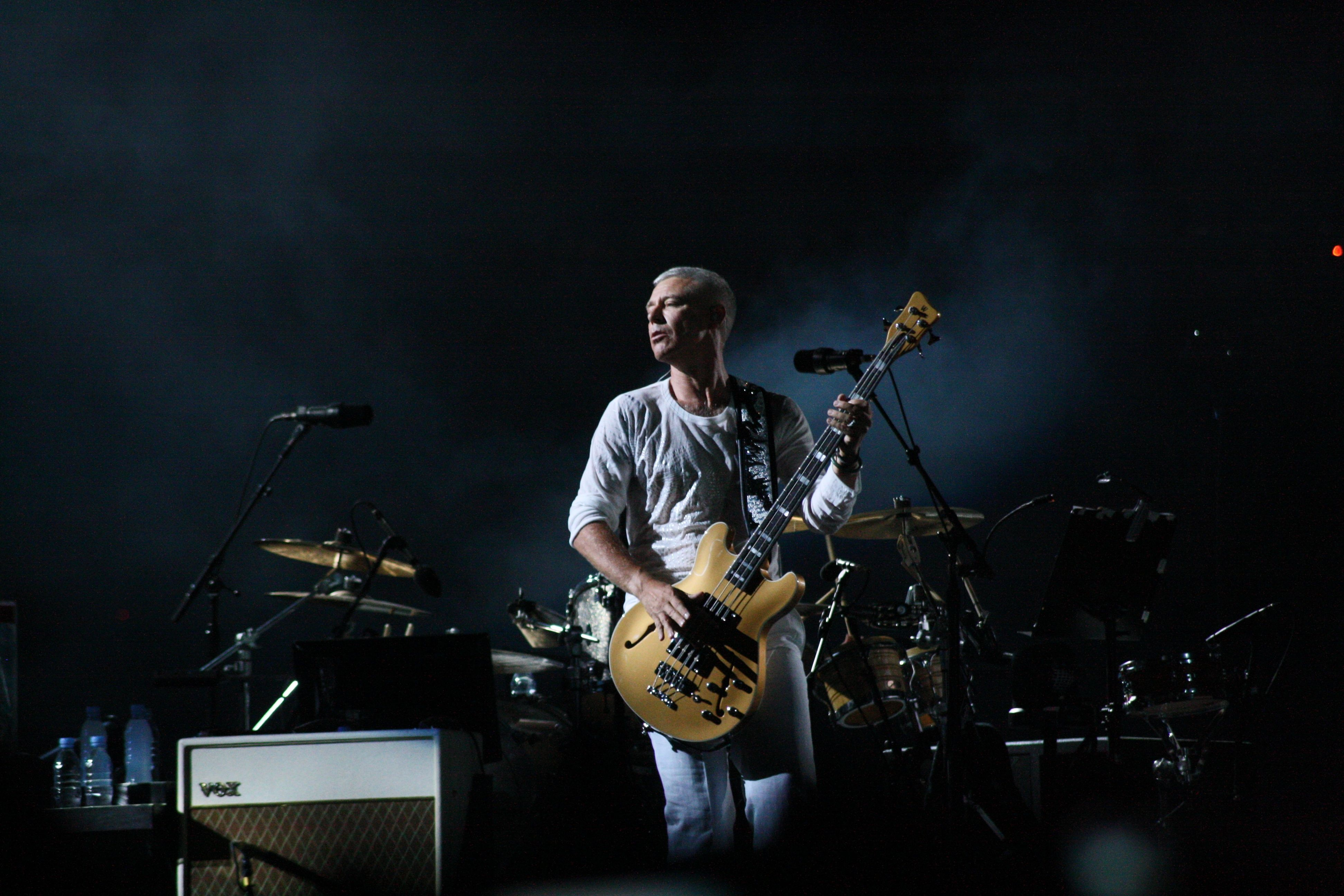
Clayton a U2 360° Tour turnén 2010-ben

Gitárjátékának elismeréseként 2000-ben átvehette a Gibson Guitar Awards díjátadóján a Bassist of the Year díjat.
2006-ban eljegyezte Susan "Suzie" Smith-t, de az a kapcsolat sem tartott túl sokáig, hiszen 2007 februárjában szakított a pár.
Adam Clayton jelenleg a Dublinban található Rathfarnhamban él.